# Meadowbrook (Alabama)
Meadowbrook est un census-designated place situé dans l’État américain de l'Alabama, dans le comté de Shelby.

## Démographie
| 1990  | 2000  | 2010  | - | - | - |
| ----- | ----- | ----- | - | - | - |
| 4 621 | 4 697 | 8 769 | - | - | - |